# Crkva Svih svetih u Trogiru
Crkva Svih Svetih u Trogiru jedna je od mnogobrojnih crkava u ovom dalmatinskom gradiću bogate istporijske prošlosti sagrađena između crkve Gospe od Karmela i Svetog Dominika uz koju je bila vezana za istoimeno bratstvo. Crkva je nekoliko vekova kasnije, prvo preuređena krajem 17. veka, zatim je krajem 19. veka zbog trošnosti zatvorena, da bi u drugoj polovini 20. veka počela da se koristi kao galerija. Danas je u njoj suvenirnica.

## Položaj
Crkva Svih svetih koja se nalazi u Ulici Blaženog Augustina Kažotića 5 u Trogiru, svojom trasom razdvaja predeo zvan Obrov od predgrađa u Pasikama.

## Preduslovi
Razvoj hrišanstva u Trogiru svedoči da je iz obližnje biskupske mitropolije Salone   (lat. Salona - antičkog grada ilirskog plemena Dalmati iz prvog milenijuma p. n. e. koji se se nalazio blizu grada Solina  kod Splita), hrišanstvo vrlo brzo stiglo u ovaj trgovački gradić, koga je položaj na ostrvu spasio od sudbine gradova na kopnu.
Činjenica je da crkve koje su se gradile u predromanijskom i ranoromanijskom razdoblju po stilu ili imenima svojih donatora govore o ranom naseljavanju Trogira hrvatskim stanovništvom hriščanske vere. Oni počev od 9. veka  plaćaju dažbine hrvatskim vladarima, ali zadržavaju autonomiju pod suverenitetom Vizantije.
Od 11. veka Trogir postaje biskupija i dobija sve atribute ondašnjih evropskih gradova.
Početak 12. veka je vreme priznavanja vlasti hrvatsko-ugarskih kraljeva,iako je  zapisano je da su ga 1123. godine do temelja razorili i opljačkali Saraceni.
Nakon ponovne kraće vizantske vladavine 1180. Trogir je opet dospeo pod vlast hrvatsko-ugarskih kraljeva koji su mu potvrdili autonomna gradska prava.
Tokom 13. veka, Trogir je doživeo snažan privredni razvoj i obnovu građevina. O snazi Trogira svedočći i podatak da je u njemu 1242. utočište našao hrvatsko-ugarski kralj Bela IV. u vreme njegovog bekstva pred Tatarima.

## Istorija
Crkva Svih svetih spominje se prvi put od 14. veka, odnosno od  13. oktobra 1337. godine kada je Stanobila, supruga Miroja Čukića, crkvi oporukom ostavila jedan dukat.
Sredstvima iz oporuke Tomše Petrov (Tompsse Petri) obavezao je 16. maja 1339. godine majstora Zanina Salchietusa da sa svojim sinovima kamenim pločama prekrije krov crkve i omalteriše je  iznutra i spolja.
Prema sačuvanom natpisu na pročelju, crkva je obnovljena 1598. godine.

Prema rukopisu Pavla Andreisa Chiese in Traù 1442. godine data je saglasnost za osnivanje bratstva „Svih svetih”.  Godine 1443. bratstvo je dobilo dozvolu za sastajanje u crkvi, međutim počeli su da se okupljaju tek po dobijanju dozvole od strane kneza i sudija.  Apostolski vizitator Michele Priuli zabeležio je 1603. godine kako je bratstvo podiglo drvenu kuću pored  crkve, što je on utvrdio na osnovu sačuvanog statut bratstva koji je pisan na hrvatskom jeziku: 
Za vreme Prvog svetskog rata zvona sa crkve su skinuta i od njih su izliveni topovi.

## Arihtektura
Crkva je omanja sakralna građevina sa pravougaonom apsidom, na čijoj bočnoj, severnoj strani su stepenice koje vode do pevnice, odvojene od naosa crkve.
Pročelje crkve je asimetrično, i stilski neujednačeno zbog više promena na njemu, sa stilskim karakteristikama gotike i kasne renesanse (manirizma).
Na vratima, čiji su okviri profilisani, nalazi se greda s motivom jastučastog ispupčenja. Iznad vrata je i bogato profilisani nadvratnik, slično kao na vratima susedne crkve Gospe od Karmela. Uz vrata su  dva pravogaona prozora. Iznad vrata je mermerna greda iznad koje su istaknuta tri veoma plastična grba, vešto isklesana, sa razigranim trakama uz kartuše:
- Prvi grb  — pripada ondašnjem knezu Alviseu Michieliju, nad čijom kartušom su isklesana dva mala lava između kojih je krilata figura (najverovatnije anđeo),
- Drugi grb — sa mitrom na vrhu, pripada biskupu Antoniju Guidi,
- Treći je grb — iznad koga je  prikazana kaciga (vizir) sa perjanicom, pripada P. Pisanie, zapovedniku tvrđave.

Na istom kamenu na kome su grbovi uklesana su inicijali vlasnika grbova: AM (Alviseu Michieli) AG (Antoniju Guidi) PP (P. Pisanie). S obzirom na vreme nastanka moguće je da su grbovi delo tada veoma aktivne radionice Trifuna Bokanića.
U osovini pročelja crkve je gotička prozorska ruža sa stubićima koji se radijalno šire iz unutrašnjeg, šupljeg kruga. Okvir rozete oivičen je uobičajenijim motivom naizmeničnih zubaca. Asimetrično, na levoj strani je uzak omanji prozor sa šiljastim završetkom i trilobama.
Vrh crkve je sa dve zvonare u obliku preslice,  što nije uobičajeno:
- Prva preslica — je u osovini pročelja; tri kanelisana stuba nose gredu na kojoj je položen akroterij u obliku zabata s avolutama. Sa strane je po jedna piramida sa kuglom na vrhu. Motiv kugle upućuje na pretpostavku da je kasnorenesansnu (manirističku) izmenu  crkve izvela radionica Trifuna Bokanića, koja često primenjuje kugle. Na akroterijumu, koji je veoma raščlanjenu, tako da ona potseća na skulpture, sačuvan je gvozdeni krst vrteškom u obliku zastavice.
- Druga preslica  — je uobičajena, lučnog oblika, takođe sa krstom i vrteškom na vrhu.

Šiljasti gotički prozor nalazi se i na južnom bočnom zidu.
Na zabatu apside ugrađen je reljefni krst sa razlistanim krakovima. Iznad vrha zabata apside štrči kameni akroterijum po obliku sličan pasjoj glavi, koji po tradiciji predstavlja Atilu.
Na bočnim zidovima su dva omanja prozora sa bogato profilisanim ramovima, iz istog perioda kao i portal crkve.
U unutrašnjosti iznad ulaza crkve diže se drvena pevnica.
Plafoncrkve je ravan, izuzev nad apsidom gde je polubačvast. Nad trijumfalnim lukom nalazi se mali (zazidani) prozor.

U apsidi je okačena slika sa nekadašnjeg glavnog oltara na kojoj je prikaz Svih svetih. Slika je u tehnici ulje na platnu, snažnog je kolorita, svojstvenog mletačkom slikarstvu toga doba. 
| „ | U gornjem delu slike u osi kompozicije je prizor s Bogorodicom koju kruniše Hrist i Bog Otac, sa golubicom Duha Svetoga na vrhu. Ispod je mnoštvo svetaca, oni su u prvom planu precizno nacrtani i prikazani u celoj figuri tako da se mogu identifikovati po svojim ikonografskim atributima. Dok se poprsja i lica onih u grupi, u daljini, jedva naziru. Na slici je potpis slikara: Balidsere d’Anna. | ” |

 Slika se datira se u drugu polovinu 17. veka.
Apostolski vizitator Ottaviano Valier 1579. godine spominje u crkvi dva oltara. Međutim u zabeleškama Chiese in Traù stoji da je crkva imala tri oltara: glavni i dva bočna. Oltar na levoj strani bio je posvećen Svetom Juri, a onaj na desnoj Svetom Ivanu Krstitelju. Oltar Svetog Jure bio je prenesen iz istoimene crkve koja se nalazila na kopnu, na Travarici, ispred mosta, kada je ona porušena u 17. veku, preventivno zbog mogućih turskih nasrtaja srušene (kada i crkve Svete Barbare i Svetog Frane). Prema podacima iz vizitacije Didaka Manole iz 1756. godine oltar posvećen Svetom Juri povezana je istoimenim bratstvom.

## Epilog
Od 1832. do 1833. godine delovi crkve su obnavljani. Nešto posle, 1885. godine, crkva je zbog trošnosti zatvorena.
Kada su gradske vlasti Trogira zbog višegodišnje neupotrebe nameravale ovu dosta oronulu crkvu da poruše, spasla je 1909. godine intervencija don Frane Bulića.
U crkvi  je jedno vreme bila umetnička galerija, a danas se ovaj prostor koristi kao suvenirnica.

## Literatura
- Pavao Andreis, Povijest grada Trogira, sv. 1.-2  ured.: Vladimir Rismondo, Split, 1978

## Spoljašnje veze
- Crkva Svih svetih u Trogiru na Gugl mapi
- Crkve i samostani u Trogiru Архивирано на веб-сајту  (11. октобар 2020) (jezik: hrvatski)